# 119番

国際電気通信連合は、2012年に世界標準の緊急通報用電話番号として、アメリカで使われる911番とヨーロッパなどで使われる112番を割り当てている、その他の番号についても世界地図で示す。
112
911
112と911
その他の番号、リダイレクト番号なし

119番（ひゃくじゅうきゅうばん）は、日本で火災を発見した時（火事）、急病人・怪我人を発見した時（救急）、事故や災害等で助けを必要とする時（救助）など、緊急時に消防へ助けを求める時に通報する電話番号である。

## 概要
1890年（明治23年）12月16日、加入電話交換事業を創業した逓信省は、日本初の電話番号119番を日本橋区の東京郵便電信局に指定した。消防組織を内包していた警視庁は数年遅れて加入電話に入り、その電話番号1430番が市民からの火災報知に用いられた。
1917年（大正6年）4月1日、逓信省は東京で火災報知用電話制度を導入した。これは各電話局ごとに事前に定めた窓口となる消防署へ専用線を架設し、火災報知に限って、電話交換手に（電話番号を省き）『火事』と告げるだけでそこへ接続される有料サービスである。
1919年（大正8年）4月1日、逓信省は東京・大阪・横浜で実施されてきた火災報知用電話の無料化に踏み切り、さらに翌年には京都・名古屋・神戸でもこのサービスを開始した。こうして六大都市で『火事』と告げるだけでよい火災報知用電話制度（無料）が始まったが、他の都市では消防署の加入電話番号を告げる有料報知が続いた。
1926年（大正15年） 1月20日、交換手によって行なわれてきた回線接続の自動化が順次スタートした。自動化完了エリアでは火災報知用の電話番号として112番が逓信省により選定されたが、誤接続が多発した。原因調査の結果、電話局の自動交換システムの仕様にも起因するものであり、112番の末尾を局番に未使用の「9」番に改めることにより、電気的な誤接続の回避が見込めることがわかった。
1927年（昭和2年）10月1日、逓信省は火災報知用の電話番号を119番に改めた。なお元号が大正から昭和に変わっているが、火災報知に112番が使われたのは僅か1年9箇月ほどでしかない。応急救護用としても119番を使い始めたのは1936年（昭和11年）1月20日で、警視庁消防部に新設された救急隊によるものだった。
1948年（昭和23年）3月9日に消防組織法 が施行され、警察組織から消防組織が分離独立し119番を引き継いだ。
1949年（昭和24年）6月1日、GHQ/SCAPの郵電分離政策により、逓信省は郵便ビジネスの郵政省と、通信ビジネスの電気通信省に分割された。しかし僅か3年後の1952年（昭和27年）には日本電信電話公社が創設され、電気通信省の電報・電話ビジネスを継承した。そして日本電信電話公社の手により119番の設置基準などがはじめて明文化されたのが1953年（昭和28年）8月10日だった。

消防法第24条により火災の通報は何人たりとも義務づけられており、また第44条で虚偽の通報は処罰対象と定められており、偽計業務妨害罪に追加されて処罰される。
| 第二十四条 火災を発見した者は、遅滞なくこれを消防署又は市町村長の指定した場所に通報しなければならない。 ２ すべての人は、前項の通報が最も迅速に到達するように協力しなければならない。                                                                                                  |
| 第四十四条 次のいずれかに該当する者は、三十万円以下の罰金又は拘留に処する。 （中略） 二十 正当な理由がなく消防署又は第二十四条（第三十六条第七項において準用する場合を含む。）の規定による市町村長の指定した場所に火災発生の虚偽の通報又は第二条第九項の傷病者に係る虚偽の通報をした者 |

2017年（平成29年）度における119番通報の総件数は8,442,390件で、内訳は救急・救助が5,983,978件（70.9%）、火災は74,669件（0.9%）だった。また通報に使われた回線別にみると携帯電話42.6%、加入電話33.0%、IP電話等24.4%となっている。
同年度における出火の総件数39,373件のうち、119番通報により火災が覚知されたものは7割近くを占める27,269件（69.3%）もあり、この通報制度が効果的に機能していることが分かる。
住民の防火・防災に対する正しい理解と認識を深め、地域ぐるみの防災体制の確立に資することを目的とし、1987年（昭和62年）、当時の自治省（現：総務省）消防庁が、11月9日を119番の日と定めた。

## 電話による火災報知の歴史
1876年（明治9年）、アレクサンダー・グラハム・ベルが電話機を発明したが、その翌年の1877年（明治10年）にはもう日本へ電話機が渡来している。日本の電話の実用化は一般の加入電話よりも、組織内に構築された専用電話が先行した。
1878年（明治11年）5月17日には内務省から内務省警務局東京警視本署への11町13間（約1.2Km）に警察電話が架線されている。同年9月には大阪で、また同年12月には横浜でも 警察電話が架設された。このほか1891年（明治24年）12月28日、警視庁から東京市内にあるすべての警察署、巡査派出所、消防分署、消防派出所に非常報知機を設置し、その通信線の架設を完了させるなど、警察組織が通信設備の近代化に積極的に取り組んでいたことがうかがえる。
警視庁内に置かれた消防組織において、火災出場の迅速化を目的に専用線をはじめて架設したのは1887年（明治20年）である。放水用の馬ひき蒸気ポンプの火入れや早期出場のため、警視庁消防本署（1881年に内務省警視局消防本部から改められた）から各消防分署へ警察電話（消防電話）を架設することが計画された。その第一弾として消防本署から蒸気ポンプを置いている万世橋派出所および浅草橋派出所 への電話線架設工事が同年6月24日より始まった。蒸気ポンプは火を入れてから圧力が上昇するまで20分間を要するため、早期の点火が望まれていた。また同年8月26日、消防本署直轄の幸橋派出所（芝区）にも蒸気ポンプを配備するとともに電話架設工事が始まり、同年12月12日に警察電話が開通した。少し遅れた同年12月23日には万世橋と浅草橋の両派出所への警察電話も開通した。このように消防組織における電話活用は1887年暮れに始まった。

### 日本初の119番
1890年（明治23年）12月16日、逓信省は東京と横浜で加入電話交換サービスを創業した。サービス開始より半月後の12月31日現在において、東京では1番から269番 の電話番号が発番され、内務省は「141番」の指定を受けているが、警視庁は加入者リストにない。
日本で最初に「119番」の加入電話番号を得たのは、東京中央郵便局の前身である東京郵便電信局（日本橋区）だった。これまで電報を送りたい人は最寄りの郵電局 またはその電信支局の窓口に出向いて申込んでいた。より多くの電話加入者を獲得したい逓信省は、電話加入者であれば「119番」に電話し電報を申込めるほか、電報の受け取りについても（事前に申込んでおけば）配達されるのを待たなくても、電話越しに電報を読み上げてくれる加入者特典サービスを展開した。
それまで電報が（郵便より早く届く）唯一の通信手段だったため、電報受付の「119番」は便利なサービスとして電話加入者に知られるようになった。当初、東京郵便電信局の電話番号は「119番」ひとつだったが、電報受付業務の混雑解消のために「319番」がすぐに追加された。さらに全般用「557番」、小包係「840番」を設けて用途別に番号を分けた（電報受付は「119番」と「319番」の二回線）。

### 本局1430番への火災報知時代
さて独自の警察電話網を構築していた警視庁だったが、少し遅れて逓信省の加入電話をひいた。1894年（明治27年）6月の電話交換加入者名簿によると警視庁の電話番号は4桁の「1430番」である。東京の電話の開通加入数が1,000を超えたのが明治25年度（1892年4月1日～1893年3月31日）の末ということから、警視庁は1893年（明治26年）頃に加入したものと推察される。

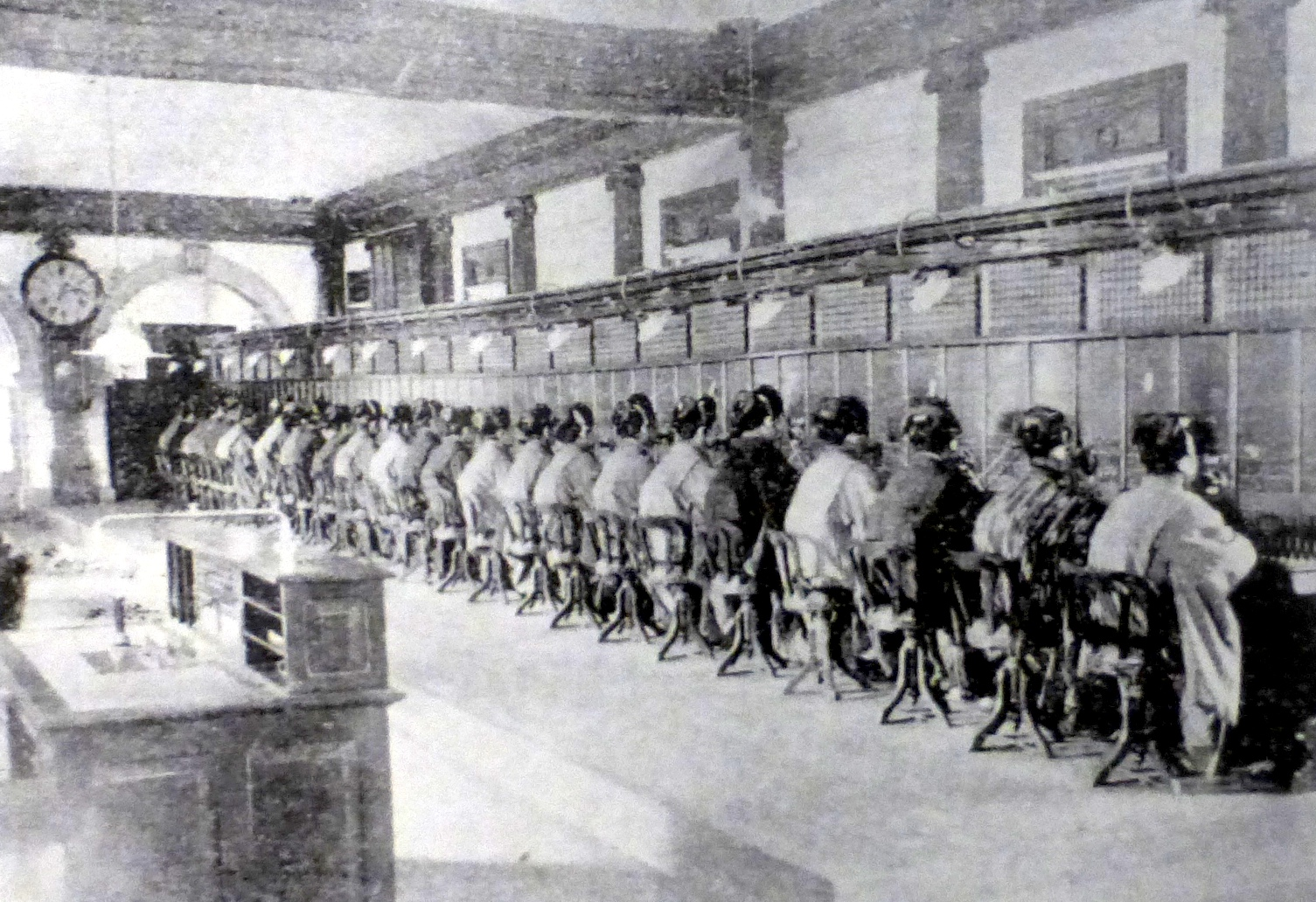
手動式交換台と交換手
（東京中央電話局浪花町分局,1898年）

1896年（明治29年）11月、東京では加入者の急増により浪花町分局が設置されたため、電話番号の頭に「本局」または「浪花」を前置することになり、警視庁の電話は「1430番」から「本局1430番」に変わった。前述の東京郵便電信局の電報受付「119番」「319番」も、「本局119番」「本局319番」になった。すなわちシンプルな3桁番号「119番」はこのときに消滅した。
1899年（明治32年）9月4日付けの東京朝日新聞に、警鐘（火の見櫓の半鐘による火災の合図）が聞こえてくるたびに出火方面を電話局の交換手に尋ねる加入者があとを絶たず、電話局本来の交換業務に支障をきたすようになっており、交換手へのこの手の問い合わせは堅く謝絶するとの記事がみられる。
1900年（明治33年）4月7日、警視庁が部署ごとに加入電話を架設し、由緒ある「本局1430番」は警視庁消防署（1891年に警視庁消防本署より改称）が受け継いだ。日本初の消防署専用の加入電話番号「本局1430番」がここに誕生した。
当時の電話機には相手先の電話番号を指示するための回転盤（ダイヤル）はまだ付いておらず、まず自分が所属する電話局の交換手を呼出すことから始まる手動交換式である。そして所属局の交換手に相手方の電話番号を告げ、回線接続してもらっていた。電話番号をいわない『どこそこの誰々へ』はもちろんのこと、たとえ緊急時でも『警察』や『消防』と称する接続要求には応じないことになっており、警視庁消防署に電話するには交換手に『本局1430番』と告げる必要があった。
本局1430番への火災報知として、1905年（明治38年）5月2日に東京市牛込区の豆腐屋が「油揚げ」を揚げていた油に火が移ったが、たまたま隣家が子爵邸で電話加入者だったため、本局1430番（警視庁消防署）へ急報し、大事に至らずに消し止められた事例がある。これは「本局1430番」への出火報知を受けた警視庁消防署が、警察電話で消防第四分署（本郷区本富士町）へ出場指令したもので、加入電話と警察電話の連携によった。しかし1905年の東京市の人口197万人に対し、電話加入数（法人+個人）が1万4,440でしかないことから、電話による出火報知はまだ一般的ではなかったといえよう。

### 各消防署の「加入番号」への火災報知時代
1906年（明治39年）4月17日、警視庁消防署を「消防本部」、消防分署を「消防署」と改称した。市内の各警察署には1899年（明治32年）より加入電話が置かれ始めたが、消防署は消防本部との警察電話だけだった。
東京郵便局編 『東京電話番号簿』にはじめて消防署が登場するのは「明治四十一年七月改」版である。1908年（明治41年）当時の各消防署の所在地と加入電話番号を下表に示す。
| 部署名     | 所在地                       | 加入電話番号 |
| ---------- | ---------------------------- | ------------ |
| 消防本部   | 麹町区八重洲町2-4 警視庁構内 | 本局1430番   |
| 第一消防署 | 日本橋区坂本町40番地         | 浪花4110番   |
| 第二消防署 | 芝区愛宕町3丁目6番地         | 新橋3730番   |
| 第三消防署 | 麹町区麹町10丁目11番地       | 番町652番    |
| 第四消防署 | 本郷区本富士町3番地          | 下谷2701番   |
| 第五消防署 | 浅草区浅草猿屋町17番地       | 下谷2790番   |
| 第六消防署 | 深川区八女川町40番地         | 浪花4070番   |

1908年から翌1909年（明治42年）に掛けて、室田景辰消防本部長の発案で、各消防署の電話番号を印刷した7-8寸（約23cm）角のチラシを市内電話加入者に数万枚配布し、早期の出火報知を期待したのに大失敗に終った。その試みでは火災のたびに出火場所の問い合わせばかりが一時に集中した。電話局の交換台では交換業務がパニックになり、また消防署では問い合わせへの対応に手をとられるばかりか、消防署の電話が話中のままとなり、本来期待していた出火情報の提供を受けられない状態に陥った。電話による火災報知の仕組み作りはここで一旦足踏みとなってしまった。

### 「火事」と言えば接続される火災報知用電話の誕生
1916年（大正5年）2月より、電話を用いた市民からの迅速なる出火報知およびその際の電話料金の無料化について消防と逓信の関係者で協議された。火災の発見は望楼（火の見櫓）からの監視が中心だったが、市民からの素早い電話報知こそが最も効果的だからである。
まず火災報知だけは特例として電話番号を告げなくても、消防署へ接続する方向で話し合われた。しかし大きな問題があった。各電話局の加入区域と、各消防署の管轄区域がまったく合致しなかった。そのうえ下谷区仲御徒町三丁目にある下谷電話局の加入区域内には第四消防署（本郷区）と第五消防署（浅草区）の2つがあった。報知者が電話機の受話器を上げると自分が住む地元電話局の交換台につながる。ここで交換手が報知者から出火場所の住所を聞きとり、どこの消防署へ接続するかを判断するなどは担当業務の範囲を超えている。そもそも一刻を争う緊急下において、市内各所に点在するどの消防署へ回線接続するべきかの重要判断とその責任を電話局の一交換手が負うべきものではない。
これまで（手元に加入者名簿 がなく、）消防署の電話番号が分からない場合は、500番（案内台）で自分が所轄だろうと思う消防署の番号を教えてもらい電話するしかなく、善意の電話なのに、報知者に大きな負担を強いていた。
そこで各電話局ごとに接続する消防署を（出火場所によらず）一意に定め、輻輳しないように火災報知用の専用線を架線した。そして専用線からの入電を受けた消防署が必要に応じて警察電話で他署へ連絡することになった。
また問い合せばかりが集中した過去の失敗を踏まえ、新設する制度では「警鐘前」の"通報"のみに限定し、また交換手に『消防』と告げるのではなく、『火事』 だと申し出ることにした。
1917年（大正6年）4月1日、こうして東京市内でスタートした「火災報知用電話」を、電話による火災報知システムの嚆矢とする。同年10月1日に大阪中央電話局電話加入区域内 で、また同年12月1日には横浜市内 でも実施された。
| 大正6年 逓信省告示第305号 （3月30日）   | 来る四月一日より東京市内における出火に際し、その警鐘前においてこれを警視庁消防部または消防署に通報するため市内通話を為さんとする者は、左記によりその請求を為すことを得。 1. 加入者は所属交換取扱局を呼出し、単に「火事」と告げること 2. 自働電話 による者は前項の例に準じ、かつ交換取扱局の指示により料金を投入すること 3. 郵便局そのほかの公衆電話 による者は火災報知の旨を申し出ること（通話券（対話者電話番号の記入を擁せず）及び郵便切手は便宜通話後に差出すも支障なし） 前項の請求ありたるときは、交換取扱局において便宜と認める消防官署に接続通話せしむ 本告示による火災報告の通話は取扱上支障なき限り最優先により接続する |
| 大正6年 逓信省告示第758号 （9月15日）   | 来る十月一日より大阪中央電話局電話加入区域内における出火に際し、その警鐘前においてこれを大阪府警察部消防課または消防署に通報するため市内通話を為さんとする者は、左記によりその請求を為すことを得。 （以下同文につき省略） |
| 大正6年 逓信省告示第1019号 （11月15日） | 来る十二月一日より横浜市内における出火に際し、その警鐘前においてこれを神奈川県警察部または警察署に通報するため市内通話を為さんとする者は、左記によりその請求を為すことを得。 （以下同文につき省略） |

所轄消防署がどこかさえ知らなかったり、あるいは所轄消防署の電話番号を覚えていたはずでも、緊迫した状況下で思い出せなくなるなど、加入電話番号への火災報知に課題は多かった。そのため、交換手に単に『火事』と告げるだけで、消防官署へ接続してくれるこのサービスは画期的なものとなったが、火災場所の問い合わせ電話で電話交換業務に支障をきたした過去の経験から、逓信省は無料化に同意しなかった。
火災報知用電話の導入2年目の実績は下表の通りである。従来の望楼（火の見櫓）からの火災発見に比べて、火災報知用電話は火災の早期発見および初期消火活動に著しい効果を発揮するようになった。
| 火災発見種別   | 火災件数 | 消失戸数 | 消失戸数 | 即時消留 | 損害価格 |
| 火災発見種別   | 火災件数 | 全焼     | 半焼     | 即時消留 | 損害価格 |
| -------------- | -------- | -------- | -------- | -------- | -------- |
| 火災報知用電話 | 192      | 23       | 81       | 157      | 85,419   |
| 消防望楼       | 75       | 333      | 193      | 26       | 868,048  |

### 火災報知用電話の無料化
1919年（大正8年）4月1日、逓信省は電話通話規則 の第26條を改正し、火災報知用電話（東京・横浜・大阪）の無料化に踏み切った。郵便、電報、電話を官営ビジネスとする逓信省ではあったが、火災報知用電話の絶大なる効果と公益性を認めた。無料化について逓信省の中川健蔵通信局長は、火災を発見しても自働電話に投入する小銭の持ち合わせがなく、せっかくの機会を逃すことがたびたびあったが、今後はそれが解消され一層の効果が期待できるとした。
そして1919年11月1日に京都市、1920年（大正9年）1月8日に名古屋市、同年5月1日に神戸中央電話局電話加入区内 でも通話料不要の火災報知用電話の仕組みをスタートさせて、現代の119番による通報システムの礎を築いた。
| 大正8年 逓信省令第11号 （4月1日）    | （略） 第二十六条第二項を左のごとく改める 電信機の故障その他の電話障害事故に関し公衆より電話官署に対する市内通話は無料とす 別に告示する 火災報知のため公衆より消防官署に対してなす市内通話また同じ |
| 大正8年 逓信省告示第429号 （4月1日） | 東京市内、横浜市内、大阪中央電話局電話加入区域における出火に際し 電話によりこれを消防官署に報知せんとするときは所属交換取扱局を呼出し単に「火事」と告ぐべし ただし警鐘前に限る 前項の申出ありたるときは交換取扱局において便宜と認める消防官署に接続通話せしむ 本告示による火災報告の通話は取扱上支障なき限り最優先により接続する 大正六年三月逓信省告示第三百五号 同年九月逓信省告示第七百五十八号および同年十一月逓信省告示第千十九号はこれを廃止す |

とはいえ1928年（昭和3年）に日本逓信学会から出版された『電話法規』（逓信業務講義録　第1編）には、「火災報知の為の通話が無料通話の範囲に属せしめられ居るは、火災の際に於て通信機関の保全を計るの理由に基くものである。」と記されており、ここに逓信省サイドの本音がみてとれる。
逓信省の本省職員たちには1907年（明治40年）1月の火事で庁舎の大部分を焼失し、2年以上ものあいだバラック小屋で執務した苦い経験がある。また市街地の火災では、これまで幾度も電話柱が延焼し、多大の損害を受けてきた。さらに1913年（大正2年）7月には浪花電話局の機械修繕室で部分焼け騒ぎが起きており、逓信省は火災報知用電話の無料化が自分たちのメリットにもなると考えたようである。
無料化が影響したかは定かではないが、1920年（大正9年）頃より子供のいたずら電話が多くなり、学校や家庭での指導を徹底して欲しいと当時の緒方惟一郎消防部長がコメントしている。

### 火災報知用電話の発展
1919年に無料化された火災報知用電話は「六大都市行政監督ニ関スル法律」 が定めるところの六大都市（東京、大阪、神戸、京都、名古屋、横浜）だけで実施されていた。それ以外の中堅都市では交換方式の自動・手動を問わず、消防署の加入電話番号へ報知されていたが（有料）、1924年（大正13年）10月1日の岐阜市 での実施のあと、次々と無料の火災報知用電話（手動局での『火事』および後述する自動化局での119番）がはじまった。
- 1925年（大正14年）度

新潟市、札幌市、函館市 、小樽市、旭川市、釧路市、広島郵便局電話加入区内、仙台市、富山市、長岡市、山形市、門司市、若松市、小倉市、久留米市、呉市、福岡市、静岡市、浜松市、甲府市、宇都宮市、水戸市
- 1926年（大正15年・昭和元年）度

福井市、鹿児島市、金沢市、岩代若松郵便局電話加入区内、秋田市、奈良市、堺市、徳島市、西宮郵便局電話加入区内、米沢市、高崎市、足利市
日米開戦の前年、1940年（昭和15年）における実施エリアは約140になった。
終戦後、国家消防庁の消防研究所（現：総務省消防庁消防研究センター）が1949年（昭和24年）1月から12月に全国192都市に対して行った調査によると、そのうち147都市で火災報知用電話が実施されていた。しかし電話が自動交換化され、かつ119番が実施されていたのは東京区内、大阪市、名古屋市、京都市、横浜市、神戸市のほかに旭川市、青森市、秋田市、宇都宮市、前橋市、浦和市、川口市、市川市、甲府市、岡谷市、豊橋市、芦屋市、高松市、松山市、呉市、宮崎市、延岡市の計23都市でしかなかった。
日本全国の電話の自動交換化が完了したのは1979年（昭和54年）3月14日だった。1917年（大正6年）以来およそ60年間使われた、手動交換局の交換手に対する『火事』という掛け声はその役割を終えた。

## 火災報知用電話のダイヤル番号の歴史

### 交換手を介さない自動交換がはじまる

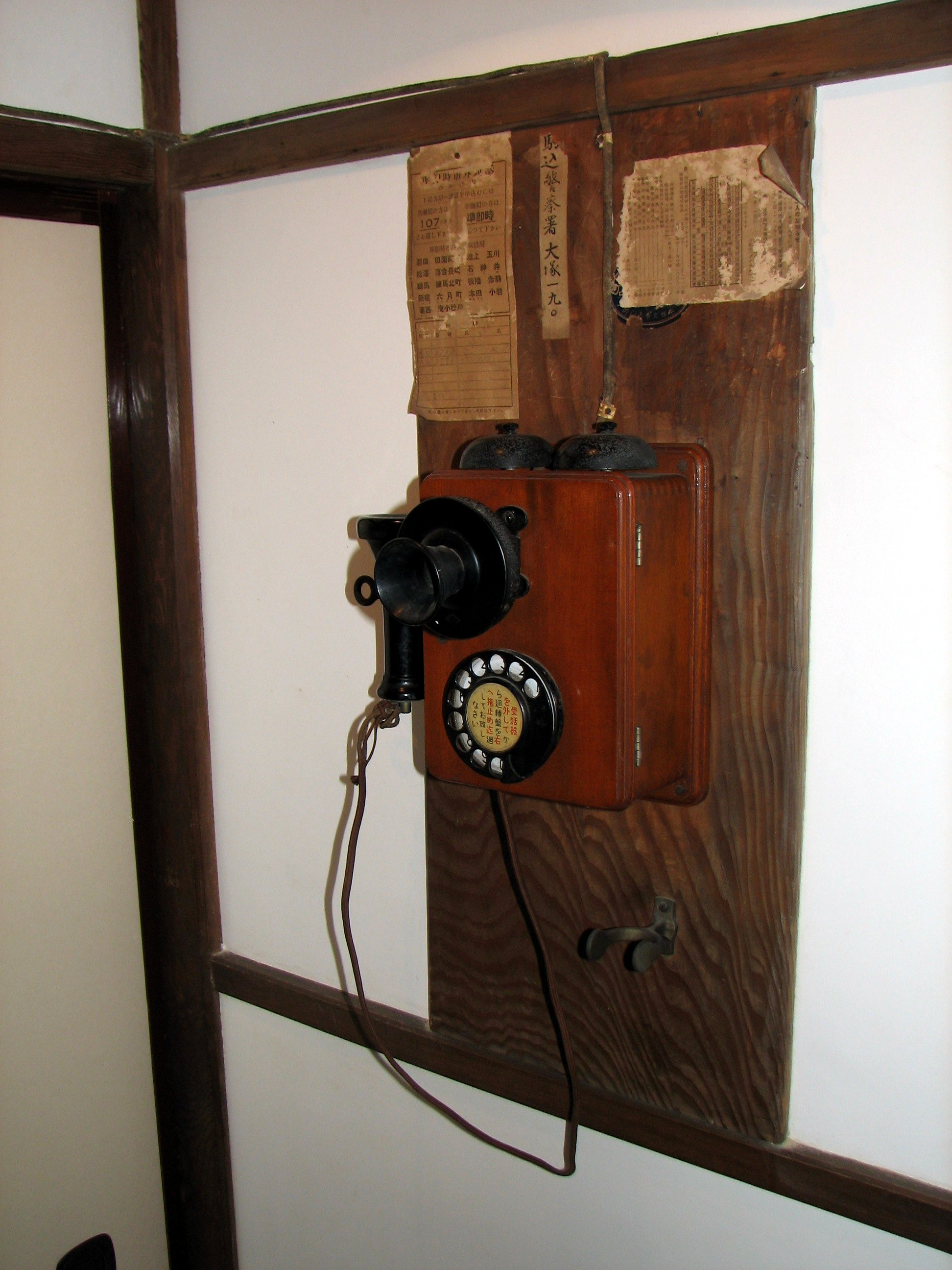
ダイヤル式壁掛け電話機。受話器を外してから、回転盤を回して電話番号を入力し、電話機本体にある送話器に向かって話す。

1923年（大正12年）9月1日昼、関東地方を大地震が襲った。関東地震である。この関東大震災により東京や横浜の電話局舎および電話回線網は壊滅し、その全面復旧には1927年（昭和2年）7月までの歳月を要した。逓信省はこれを契機とし、日本で初めてとなる自動式電話交換機の導入を進めることにした。
1926年（大正15年）1月20日、午前0時を期して京橋局が、また同年1月25日の午前0時より本所局が交換手を介さない自動交換に切り換わった。そのため両局に収容されている加入者（およそ3,000名）の電話機は電話番号に対応した電気パルス信号を生成する回転盤（ダイヤル）が付いたものに交換された。
- ダイヤル付き電話機

自動交換用のダイヤル式電話機は、数字に対応した回数分、電気パルスを発生させて自動交換機に接続先の電話番号を通知する。例を挙げればダイヤル式電話機で「112」を廻すと、電話機はカタ（1）、カタ（1）、カタ・カタ（2）とダイヤルパルスを発生させる。ところがダイヤルを廻さなくとも、電話機のフックスイッチ（電話を使わない時に、耳に当てる受話器をぶら下げておく「留め金具」が電気的なスイッチになっている）をガチャ（1回）、ガチャ（1回）、ガチャ・ガチャ（素早く2回）と上下させても同様のパルス「112」が発生するため、この行為は電話番号をダイヤルしているのと同じだった。

- 電話番号の6桁化

東京中央電話局の加入区域内における全ての電話番号を局番（2桁）と加入者番号（4桁）を組み合わせた計6桁に改めた。これまで加入者番号は1桁、2桁、3桁、4桁の4種類あったが、5番は0005番に、77番は0077番というように0を付加して4桁に統一した。1桁や2桁の電話番号は「1声」「2声」と呼ばれ、高値で市場取引されていたため、それら「若番」を所有する加入者からは猛烈な反発があったという。
- 局番の新設

手動交換時代では局名を前置して『神田（局）80番』等と呼称していたが、「1」以外の数字を用いて局番を定めることになった。東京中央電話局（本局）の加入区域を方面によって7つの区に分けて、まず10の位の数字 に「2」から「8」の数字を割り付け、次に1の位の数字 を、その区内にある交換局（分局）へ分配した。こうして20番台から80番台の2桁数字を局番としたが、1から始まる番号は以下の理由で意図的に避けられた。
- 当時、受話器をフックから上げたとき、跳ね上がったフックでスイッチの接点が振動し、瞬間的に1回分の「ガチャ」（入り・切り）が発生することがあると考えられていた。1を廻していないのに、これが1をダイヤルしたことになるため、1から始まる電話番号への誤接続が予想された。そこで加入者には1から始まる局番を作らないことにした。
- 1926年1月、東京中央電話局は自動交換機の導入に合わせて、関係者向けの『ストロージャー式自働式電話交換の概要：私設電話交換取扱者用』を出版した。そこには「今後も1からはじまる数字は局番には使わない。」（5ページ）、「加入者が受話器を外す時にうまく外れないで、フックが一度上下して、そのために"1"のパルスが送られてしまうことがある。これを擬似インパルスと言う。そのため一般加入者の電話番号には最初（局名）に"1"という数字を付けていない。」（21ページ）と記されている。

横浜中央電話局区内では分局が1つしかないため局番を1桁としたが、やはり誤接続が想定される「1」という数字を避けた（横浜本局：2番、長者局:3番）。
- 自動局加入者サービス用の3桁特殊番号

疑似インパルスによる誤接続が想定された「1から始まる電話番号」は電話局みずからがそのリスクを覚悟の上で引き受ける形をとり、東京・横浜の自動化局では「10X」（100～109）および「11X」（110～119）を電話局専用の電話番号とした。この番号は自動交換局において電話サービスが円滑に行われるように、加入者よりの問合せや手続きの受付を目的とする加入者サービス用で、局番は必要なく、ダイヤルを3回廻すだけである。
- これまでの手動交換時代においても加入者サービス用の3桁電話番号として、500番（電話番号案内）、本局150番（電話呼出し の受付）、本局300番（接続交換上の用向き窓口）などがあったが、一部、60番（電話機や通話不良の窓口）や本局1000番（市外通話申込の取消）のように2桁や4桁も使われていた。そこで自動交換局の加入者サービス用番号を決めるにあたり、これらを再編成して、桁数を統一することになった。中でも頻繁に利用されていたのが500番であり、電話利用者には「3桁の電話番号」が加入者サービス用として最も馴染みが深かった。
- また当時の通話料は度数制（通話回数制）によるが、無料である加入者サービスの通話については度数計を不登算（ノーカウント）にしなければならない。それには加入者サービス用番号を、通常の電話番号（東京は2+4の6桁番号、横浜は1+4の5桁番号）とは「異なる構成（3桁）」にするのが交換システム上で都合が良かった。
- なぜ1から始まるすべての番号「1XY」（100～199）ではなく、「10X」（100～109）と「11X」（110～119）だけに限定したかというと、今回、20番台から80番台を局番に使うことから、「12X」「13X」「14X」・・・「18X」には誤着呼が想定されたためである。たとえば（神田局28の3456番）「28-3456」をダイヤルする際、受話器を上げた直後に擬似インパルス1が発生したとすると「1-28-3456」を廻したことになり、先に3桁特殊番号の「128」へ接続されてしまう。同様に（浅草局84の4321番）「84-4321」を廻す際には、3桁特殊番号「184」への接続が懸念されたからだ。

### ダイヤル112番がスタート
これまでは交換手に『火事』と伝えれば済んだが、自動化で機械処理させるため、火災報知にも電話番号が必要になった。逓信省は電話局の加入者サービス用3桁特殊番号（10X, 11X）の中に、火災報知用番号を割り込ませることにした。
ダイヤル付き電話機で一番早くダイヤルできるのが｢1｣であり、その次が｢2｣で、一番時間がかかるのが｢0｣である。一刻を争う火災報知には、加入者サービス用10X, 11Xの中からダイヤル時間が短い「112」が選ばれた。ただし先頭の1については「ダイヤル時間が短い」からではなく、「加入者サービス用の番号は1から」と決められ、他に選択肢がないためだった。なお最もダイヤル時間が短い「111」は、（後述する）自動交換システムの都合上で使用が見送られていた。
1926年（大正15年）1月20日、京橋局の自動化とともに火災報知用112番の運用がはじまった。自動交換局における加入者サービス用3桁特殊番号は以下の通りである（1926年1月20日時点）。
- 100： 市内番号案内
- 101： 市外通話の申込み
- 104： 市外通話の種別変更、申込取消、待機時間の問合わせ
- 105： 市外の番号案内
- 106： 市外通話の申告
- （111 は交換システムの都合により使用を見合わせ）
- 112：火災報知
- 113： 電話の不良・障害
- 114： 通話停止、解除、移転の問合わせ
- 115： 同一共同線内での相互通話
- 116： 市内通話に関する申告

もしダイヤルされた番号が、相手方の都合で一時的に電話を止めていたときや、現在使われていない番号に掛けた場合には自動的に通知台（114番）へ回線接続され、通知台の交換手がその旨を伝えた。また何らかの理由により消防官署が112番に出ないときの案内や、報知情報が不完全なまま受話器を置かれてしまった場合に消防官署の要請で再接続するために、通知台では以下の運用が行われた。
1. 自動交換局に収容されている加入者が112番をダイヤルすると、予め定められた消防官署に自動接続されその着信ベルが鳴る。
2. 同時に、自動交換局の通知台では火災報知ランプ（Fire line lamp）と証査ランプ（Check lamp）が点灯し、警報電鈴（Alarm）が鳴る。
3. 消防署が受話器を上げて応答すると、通知台の火災報知ランプが消えるので、通知台交換手は加入者と消防署のやり取りの聴話を開始する。
4. 報知が終わり加入者と消防署の双方が受話器を置くと、通知台交換手は復旧キーを押して回線接続を切断する。（これを押すまで接続は切れない）

1925年度（1926年3月末日まで）に自動交換機が先行導入され、112番の運用が開始されたのは東京の5局と横浜の2局だった。また相変わらず出火場所の問合せに火災報知用電話を使われるケースが続出していた。手動交換では交換手の機転により接続を断ることもあったが、今後は112番を廻すと消防官署へ直接接続されるため、新聞でそういう行為を戒めたり、新しく作り直された電話番号簿 に、112番で出火場所を問い合わせないよう明記した。

### 112番への誤接続問題とその原因
自動化でダイヤル付き電話機が増えると、その扱い方に市民がまだ不慣れだったため、間違い電話が急増した。新しく導入された局番（2桁）を省略したり、加入者番号（4桁）のゼロを省略 したりする他に、ダイヤルを指止めまできっちり廻さずに途中でリリースしてしまったり、あるいは指止めまで廻しても、指の抜き方が悪くて正常に回転させていないなど、加入者側に原因があるものが多かったが電話局に苦情が殺到した。
112番（消防署）への誤接続も頻発したが少し様子が違った。これは加入者の不慣れによる「間違い電話」というよりも、自動交換システムの仕様による「誤接続」という側面が強かったが、当初想定されていたフックスイッチの振動で発生する擬似インパルス1によるものではなかった。加入者がこれまでの習慣により電話番号をダイヤルする前に、フックスイッチをガチャ・ガチャと上下させてから、局番が20番台の地域（22:丸の内局、23:日本橋局、24:神田局、28:大手局）へ電話しようとするときに消防署への誤接続が起きたが、これは想定外だった。
- ハンドルがない共電式電話機

手動交換用の電話機には発電機の手廻しハンドルが付いた"磁石式"と、電話局が電話線を通じて加入者の電話機へ電気を供給する（発電機のハンドルがない）"共電式"の2種類がある。
1909年（明治42年）以降、東京や大阪などの大都市の手動交換用電話機は、新たな電話局（分局）が開局する際に"磁石式"から"共電式"へ順次切替えられた。最後まで"磁石式"が残っていた老舗電話局（本局、浪花局、下谷局）の加入区域内でも1923年（大正12年）の関東大震災を契機に全廃された。東京では手廻しハンドルが付いた"磁石式"の電話機はすでに過去のものだった。
手動交換用の"磁石式"電話機と"共電式"電話機では電話交換手の呼出し方が大きく異なっている。地方都市の小規模交換局区域内では"磁石式"（デルビル型）電話機が用いられ、本体にあるハンドルをグルグル廻して電気を起し、電話局の交換手に呼出し合図を送ってから、受話器を上げた。
しかし東京の手動交換用"共電式"電話機にはそもそも手廻しハンドルがない。単に受話器を外して、フックスイッチ（電話機を使わないときに受話器をぶら下げておく「留め金具」）を上げれば、電話局交換台にある加入者番号ランプが点灯する。ここで電話機のフックスイッチを手でガチャ・ガチャと2回ほど上げ下げし、交換台の自分のランプをチカ・チカと点滅させて交換手の注意をひく。そしてランプの点滅に気付いて電話口に出てきた交換手に接続先を告げていた。そのため自動交換に切替わってもこの手癖が抜けない人達が少なからずいた。
もし長年の手癖でフックスイッチを「ガチャ」そして「ガチャ」と2回上下させたならば、ダイヤル「1」を2度廻した時と同じダイヤルパルス「11」が発生する。この動作に続けて神田局などの20番台の局番をダイヤルしようとすると、初めの「2」を廻した時点で、都合「112」をダイヤルしたことになり、これが消防署への誤接続 の原因だったという。この想定外の"手癖"問題は、のちになり電話局側と消防側の双方の歴史書に誤接続の原因として記録 されている。
3桁特殊番号の中で、ダイヤル時間が一番短くて済む111番を欠番としていたのは、「ガチャ」3回で111番への誤接続が考えられるためで、一刻を争う火災報知用の番号には2番目に短い112番にした。しかしそうして選ばれた112番も上記の理由で誤接続が頻繁に起きた。ついには『誤着呼が多い』という苦情が消防署より電話局に申し立てられたという。

### なぜ119番が選ばれたのか
1927年（昭和2年）10月1日、逓信省はフックスイッチの「ガチャ」・「ガチャ」行為（ダイヤル「11」相当）に続けて、9をダイヤルする人はいないと考え、加えて90番台を局番に使っていないこともあり、火災報知用の電話番号を「112」から「119」に改めた。
- 20番台方面（22:丸の内局、23:日本橋局、24:神田局、28:大手局）
- 30番台方面（33:九段局、34:牛込局、35:四谷局、36:青山局）
- 40番台方面（43:芝局、44:高輪局）
- 50番台方面（56:京橋局、57:銀座局）
- 60番台方面（66:茅場町局、67:浪花局）
- 70番台方面（73:本所局、74:墨田局）
- 80番台方面（83:下谷局、84:浅草局、85:小石川局、86:大塚局）
- 90番台（未使用）

下記にあるとおり火災報知用電話112番を119番へ変更する理由を「設備の関係から」だと、東京中央電話局が加入者へ説明した点は注目に値する。一方的に加入者の不慣れによる「間違い電話」とするのではなく、自分たちの自動交換システムにも課題があることを認めている。
| 出火のとき、警鐘前に消防署にお知らせになるには、従来自動式加入者は「一一二」番と呼ぶのでしたが設備の関係から来る十月一日より「一一九」番（局番号なしの三数字）と改めましたから今後間違わぬ様御注意を願います。なお消防署「一一九」番では火事の問合わせに御使用にならぬ様に願います。 昭和二年九月 東京中央電話局 |

（サイレン・半鐘を聞いた市民からの“出火場所問い合わせ”はこの当時からあったことが窺える）
このように自動交換機の導入当初においては回線接続上のトラブルもあったが、1928年（昭和3年）度の統計によると、東京市で起きた火災714件のうち、119番通報により発見されたものが439件（61.5%）、第二位の望楼によるもの121件（17.0%）を大きく引き離している。第三位は警察電話からの通報で43件（6.0%）、第四位は大きな街路や施設に設置されている火災報知機からの40件（5.6%）、第五位は市民の駆けつけ28件（3.9%）だった。
本来ならば手動交換時代の「ガチャ」・「ガチャ」という手癖など、時とともに抜けていくものだ。しかし東京中央電話局区域にある手動交換局の廃止は年月を掛けて小出しに進められたため、新たな自動化切替え地域の加入者によりこの手癖が繰返された。1938年（昭和13年）4月1日に東京中央電話局区域に編入 された大森局と荏原局の局番を決める際には、あえて90番台を避けて00番台（06:大森局、08:荏原局）を割り当てている。
近年になり、『緊急時でも心を落ち着かせるためにダイヤル時間の掛かる「9」が選ばれた』と、まことしやかに語られることがあるが、実際には局番（第一数字）に未使用の「9」へ変えることで、システム上の誤接続を回避しただけである。もし当時、局番に使われていない数字が「9」ではなく「7」だったならば、112番を117番に変えたであろうことから、『1から離れている9に』といった"遠隔位置説"や、『ダイヤル時間が長い9に』といった"回転時間説"、およびそれにより『心を落ち着かせる』といった"心理効果説"はもっともらしく後付けされたもので、いずれも誤りであると言えよう。

### その後のダイヤル119番
1928年（昭和3年）春、大阪、神戸、京都、名古屋 でも自動交換が始まったが、擬似インパルスによる誤接続を避けるために、1から始まる番号は局番には用いなかった。これ等のエリアでも10X、11Xを電話局の加入者サービス用とし、火災報知用には119番が指定された。従って112番が火災報知用として使われたことがあるのは東京と横浜のみだった。
1938年（昭和13年）4月1日、東京南部の大森局と荏原局で00番台の局番の使用がはじまった。受話器を上げた際にフックスイッチが振動して擬似インパルス（1）が送出された場合、特殊番号「10X」への誤接続が想定されることから、東京中央電話局区域内では加入者サービス用の特殊番号（10X, 11X）を再編成して、下記のように「11X」のみへ集約させた。この改正でも119番は火災報知および応急救護の電話番号として据え置かれた。
- 111： （局員の線路試験用に1111を割当てた為）111は使用不可
- 112： 同一共同線内での相互通話
- 113： 電話の不良・障害
- 114： 市内番号案内
- 115： 市外番号案内、通話種別変更、申込み取消、待機時間の問合わせ、市外通話の申告
- 116： 市外通話の申込み
- 117： 即時通話の申込み
- 118： 準即時通話の申込み
- 119： 火災報知、応急救護
- 110： （当時は未使用）・・・戦後になって警察への通報用番号に使用

犯罪・強盗の通報用電話番号である110番は終戦後の1948年（昭和23年）10月1日に東京・横浜などでその運用がはじまった。警視庁は戦前より犯罪・強盗に関する電話通報制度の創設を強く望んでいたが、逓信省の賛同を得る事ができず実現しなかった。警察への通報用電話の制度は戦後になってGHQ/SCAPの示唆により、ようやく実現した。
東京や横浜では加入者サービス用の3桁特殊番号が「11X」のみだったため、逓信省は110番を警視庁や横浜市警察へ指定した。110番の最初の11は「ダイヤル時間を短くするため」ではなく、すでに東京・横浜の3桁特殊番号は11から始まるものと決められていたからである。そして110番の最後の0は「通報者の心を落ち着かせるため」ではなく、東京・横浜エリアでは単純に「11X」のうち110番しか空きがなかったからである。そもそも特殊番号は、電話局自身が電話加入者サービスを行うための番号として作られたもので、消防や警察への緊急通報を目的として創設されたわけではない。そして電話番号の指定はあくまでも電話局（逓信省）の都合により、電話局（逓信省）の権限で行なわれた。

### 日本電信電話公社による規則と基準の制定
1952年（昭和27年）8月1日、日本電信電話公社が創設され、長年にわたって逓信省の官営ビジネスだった電報・電話サービスを、後継の電気通信省より同公社が継承した。これに伴い日本電信電話公社による119番の扱いに関する規則や基準が必要となった。まず1953年（昭和28年）に制定された公衆電気通信法 第70条、および電信電話営業規則 第296条で火災報知・応急救護に関する通話料を無料扱いとすることを定めた。
| 公衆電気通信法 昭和28年 法律第97号 （7月31日）                    | （料金の減免） 第七十条 公社は、郵政大臣の認可を受けて定める基準に従い、左の公衆電気通信役務の料金を減免することができる。 一 船舶又は航空機が重大且つ急迫の危険に陥り、又は陥るおそれがあることを通報する電報 二 船舶又は航空機の航行に対する重大な危険を予防するために発信する電報 三 天災、事変その他の非常事態が発生し、又は発生するおそれがある場合における人命財産の危険を通報する電報 四 災害に際し罹災者より発信する電報 五 警察機関に犯罪について通報する通話 六 消防機関に出火を報知し、又は人命の救護を求める通話 |
| 電信電話営業規則 昭和28年 日本電信電話公社 告示第150号 （8月1日） | （度数量の免除） 第二百九十六条 左に掲げる市内通話については、度数量を支払うことを要しないものとする。 一 犯罪について通報するため、警察機関の加入電話であって、電話取扱局が指定したものに対してする通話 二 出火を報知し、又は人命の救護を求めるため、消防機関の加入電話であって、電話取扱局が指定したものに対してする通話 三 電話の障害又は交換の取扱について、電話取扱局の電話であって、その指定したものに対してする通話                                                                                                   |

ついで翌1954年（昭和29年）8月10日、日本電信電話公社は火災報知用電話の番号を119番で全国統一していくことや、設置基準を明文化した。
公社にとって金銭的な収益を生まない火災報知用電話は（消防機関からの申込みがない限り）電話局みずからが架設することはしないこと、そしてその際の承諾権は自分たちにあるとした。また火災報知用電話は消防機関から申請があれば無条件に設置されるものではなく、原則として加入数800以上の電話局区内にある消防署だけだとする条件を付けた。
| 一 電話の用途 1 火災報知用電話は、出火に際し、緊急に消防力の発動を必要とする場合、消防機関へ報知するために利用する趣旨で、同機関に架設する電話であること。また、本電話は、緊急に人命の救護を求める場合にも利用されるものであること。 （中略） 二 電話番号 1 火災報知用電話及び警察通報用電話の電話番号については、自動式の場合は、次のとおり全国的に統一すること。但し、局内設備等の関係で次の特殊番号が附けられない場合は、当分の間その他の電話番号として差し支えないこと。 （一） 火災報知用電話 特殊番号の「一一九番」 （二） 警察通報用電話 特殊番号の「一一〇番」 2 手動式の場合は、電話番号を附さず加入者台の特殊ジャックに収容すること。この場合、利用者には、火災報知用電話及び警察通報用電話へ接続を希望するときは「火事」、「救急車」又は「警察」と呼ばせること。 （中略） 三 装置 1 火災報知用電話及び警察通報用電話は、着信専用の装置をすること。 2 自動式局の場合、火災報知用電話及び警察通報用電話には保留装置を設けること。 （中略） 四 設置条件 1 火災報知用電話は、加入数八〇〇以上の局における消防機関に、警察通報用電話は、加入数四〇〇以上の局における警察機関に設置することとする。但し、右の基準加入数に満たない局においても、通信局長 が特にその必要を認めた場合に限り設置して差し支えないこと。 （中略） 五 加入申込及びその承諾 1 火災報知用電話及び警察通報用電話は、消防機関又は警察機関からの加入申込をまつて設置すること。 2 右加入申込の承諾機関は、通信部長（又は地区電話局長若しくは中央電話局長）とすること。なお、東京、大阪において集中設置する場合は、管理局長又は通信局長が承諾機関となること。 （以下省略） |

1954年夏、こうして日本電信電話公社による新しい電話サービスにおける「119番通報システム」に関する規則と基準が整えられた。
なお3桁特殊番号を「11Xのみ」地域と「10Xおよび11X」地域の二本立てとする方針を逓信省時代から継承していた日本電信電話公社だったが、フックスイッチの振動による擬似インパルスの発生は極めて少ないことが実験で明らかとなり、特殊番号を「10X、11X」で全国統一するとの方針転換が1954年12月9日になって示されている。

## 応急救護用電話の歴史
1935年（昭和10年）、自動車の普及により交通事故が急増していた東京市では、警視庁消防部が現場での応急処置ならびに最寄り救急病院への搬送を目的とし、6つの消防署（丸の内、品川、麹町、大塚、荒川、城東）に救急隊を編成することを決めた。その救急車6台の購入費用は財団法人原田積善会からの寄付金によった。
同年10月10日、小栗一雄警視総監より東京逓信局長に対し「応急救護用電話」の仕組みの創設が要請され、逓信省がそれに応えた。
火災や交通事故などの傷痍者救護のために救急車の出動を求める場合、自動交換式の電話では「119」を、手動交換式の場合は交換局を呼出して、単に『火事』または『救急車』と告げれば最寄りの消防官署へ無料で接続してもらえることになったのである。これは応急救護用電話と呼ばれた。
| 昭和10年 逓信省告示第3340号 （12月29日） "火災報知又ハ応急救護電話ニ関スル件" | 特に定める地域内において出火がある場合、または交通事故その他の非常事故による疾病者救護のため救急車の出動を求める場合、電話によりこれを消防官署（交通事故等による疾病者がある場合の報知は応急救護施設を併置するものに限る）に報知するときは、自動交換方式の電話機による場合は別に定める火災報知用電話番号を用い、また手動交換方式の電話機による場合は所属交換取扱局を呼出し、単に「火事」または「救急車」と告げ消防官署に接続されるのを待ってこれと通話すべし。 交換取扱局において前項後段の申出を受けたときは直ちに便宜と認める消防官署に接続通話せしむ 第一項の地域は関係電話官署にこれを掲示する 大正十四年十月逓信省告示千四百四十八号はこれを廃止する |

1936年（昭和11年）1月20日、警視庁消防部に救急司令を置き救護事務を開始した。救急車の導入は他所において先行例があるが、119番通報に連動させた救急隊としてはこれが日本初である。
昭和11年度中における救急隊総出動回数1,022のうち491回（48%）が交通事故によるもので、また市民からの応急救護用電話などによる要請で出動したものは総出動回数1022のうち472回（46%）もあり、さっそく電話通報システムの成果を挙げている。同年中に名古屋市、横浜市、京都市、福岡市、小倉市、戸畑市にも導入された。
市町村の条例で行なわれてきた応急救護業務が国家の法律により定められたのは、1962年（昭和37年）の消防法の改正（第35条の5）による。これにより1964年（昭和39年）4月10日以降、人口10万人以上の都市では消防本部に救急隊を置くことが義務つけられた。当時の国家消防本部と厚生省の調査では自治体の条例によって85都市が応急救護業務を行なっていたが、法改正により義務づけられた都市は105あり、そのうち20都市があらたな対応に迫られたという。

## 回線接続
119番に電話すると、消防本部の通信指令室の受付台に接続される。
東京都内の場合、119番通報は、東京消防庁 特別区内では東京・大手町の本庁災害救急情報センターへ、稲城市と島しょ地区を除く多摩地区は立川市にある多摩災害救急情報センターへ接続されている。
2010年代からは東京消防庁に倣った、110番同様の「集中受付制」が各地で始まり、該当地域では地元消防本部ではなく「消防共同指令センター」が一元的に通報を受け付け出動指令を発するようになった。資料によると、13の地域（協議会方式12、委託方式1）が共同運用を実施している。

### 回線保留・逆信機能
他の緊急通報用の電話番号と同様、119番にも回線保留機能が設けられている。通話を終了しても消防機関が切断しない限りは回線は繋がったままのため、即時に消防から呼び返せるようになっている。誤って119番に接続した場合は、即断せず指令員に「間違い電話である」旨を告げる必要がある。
メタル電話からの架電の場合は、PSTNにより回線保留(通報者が通話を一方的に終了しても消防機関側で切断しないうちは接続状態が継続)・逆信(通報者が受話器を下ろしている時に、着信音を鳴らす)が可能である。
携帯電話からの通報の場合は、コールバック(かけなおし)のみ対応。指令台から消防の代表番号(発信者番号)を利用してかけ直す。1XY通知(架電時に緊急通報用の電話番号を表示)には対応していない。

### スマートフォン・携帯電話からの接続
近年はスマートフォン・携帯電話からの通報が増加している。当初は携帯電話事業者の交換機からアナログ専用線で接続する形態であったため、各地域の代表の消防本部（主として都道府県庁所在地や規模の大きな消防本部）に繋がり、受理した本部から通報地管轄の消防本部への転送や通報内容の伝達が行われていた。
2016年現在は、通報者の電波を受信した基地局の所在地の消防本部へ繋がるようになったが、携帯電話の特性上携帯電話の位置と基地局の位置が数キロメートル異なる場合があり、必ずしも管轄の消防本部へ接続されるとは限らない。携帯電話からの通報者は現在居る位置がわからない場合が多いので、総務省では携帯電話からの緊急通報における発信者位置情報通知機能（緊急通報位置通知）を2007年までに整備するよう検討。
これにより、2007年（平成19年）4月1日以降に販売される第三世代携帯電話には、位置情報の通知が義務づけられたものの、GPSの搭載は原則義務化となったため、基地局測位での対応とした機種も多く、GPS受信機非搭載のものが、その後も新規に発売されていた（例えばNTTドコモの70xiシリーズや、この流れを汲むSTYLE seriesの大部分とSMART seriesの全機種。機能の絞り込みや薄型化を理由に搭載が見送られた。またソフトバンクは多くが非搭載だった）。auでは、CDMA方式だったので、GPS受信機の搭載が容易であり、2006年度末時点で、殆どの機種がGPSに対応していた。
2018年1月に停波したY!mobileの旧イー・モバイル音声網は、一部接続されていない消防本部があった。
また、スマートフォンの普及に伴いスマートフォン回線向けの映像通報システム（Live119）が一部管轄地域で導入されている。

## 通報
東京消防庁の統計では、火災を発見した際の市民の通報状況として「発見後にすぐ通報」した例が全体の191件(55.4%)、「先に消火し、その後すぐに通報」した例が55件(15.9%)であった。比較的早期に発見され、何らかの対応行動を実施しているといえる。
火災を発見した場合の最善行動としては、まず周囲に知らせ、通報することが重要である。その後、消火行動や避難を開始する。

### 発話困難者のためのシステム
聴力・発話障害がある者が、周囲に人がおらず119番を依頼出来ない場合に、スマートフォンのアプリを活用した通報を受け付けている消防本部もある。従来のFAXないしメール通報では、GPSを指令室に送信出来なかったが、アプリにより自動的に送信され場所の特定が容易に可能となった。

### 自動通報システム
自動通報は、受信する消防本部の体制によるが、社会福祉施設旅館や、休日や夜間に無人となる施設などから、自動火災報知設備が発報した旨の情報が自動的に消防へ送信されるシステムをいう。名称は様々だが「有人直接通報」と「無人直接通報」の二つに分類される。

#### 有人直接通報
この通報は、社会福祉施設旅館やホテル等で設置されている自動火災報知設備(*以後、自火報という。)と火災通報装置を連結させ、自火報の発報により自動的に所在および建物名称が消防機関へ送信されるものである。自火報の発報と同時に情報が合成音声で送信される。

#### 無人直接通報
この通報は、休日や夜間に無人となる施設が対象である。自火報の発報があるとその情報が消防機関へ送信される上に、建物関係者へも直ちに送信される。なお、建物関係者も20分以内(東京消防庁の場合)に現場に駆けつける必要がある。
この他、急病時などにペンダントを押下し、消防・救急隊が出場する緊急即時通報や緊急通報システムなども存在する。

### 口頭指導の実施
聴取内容から、バイスタンダーによる応急処置を要すると判断した場合は、電話回線を切断せずに口頭指導を実施する。救急隊が現着するまでの時間を活用し、救命率の向上、傷病者の社会復帰に繋がる。
指導項目は、心肺蘇生法・気道異物除去法・止血法・熱傷手当・指趾切断手当であり、口頭指導の実施者は、指令業務従事者のうち、救急救命士・救急隊員資格者・応急手当指導員である。

### 通報者の死亡事案
ドン・キホーテ放火事件で、火災を通報した女性店員が逃げ遅れて死亡した。消防が“通報者は屋外の目撃者であるとは限らない”という点を想定していなかったためという指摘もあるが、通報の影響など逃げ遅れた際の状況については正確には判明していない。
ドン・キホーテ (企業)も参照。
2023年3月に三重県で発生した東名阪多重事故では追突事故を起こした男性から119番通報を受信した亀山市消防本部の通信指令員が8分間の通話中、高速道路上にいる運転手に負傷者の応急手当てなどを立て続けに要請する一方で、路肩など安全な場所への退避は促していなかった。通話は途切れ、そのタイミングで後続の大型トラックに運転手がはねられた。
東名阪道多重事故#地元消防の119番対応も参照。

## 通話する内容
火災（消防車）と救急（救急車）の出動要請を兼ねるため、最初にどちらの事案であるか明確にする必要がある。通報を受けた受信台オペレータは必ず「火事ですか、救急ですか」と問うので、これに答えれば良い。
ただし通報者は往々にして動揺し、場合によってはパニック状態になってしまうため、オペレーターは強い口調で繰り返し尋ねる事がある。これは、通報者を落ち着かせて身の安全を確保させると共に、最も重要な住所などの情報を得るためである。
極度の焦燥により、意味のない言葉（「燃えてるー燃えてるー」「車が、人が」など）を繰り返したり、不完全な住所（何丁目何番地、だけ繰り返すなど）しか言えなくなっていたりする。もし、『自分はちゃんと言ってる』のに何度も聞き返されるとしたら、それは必要な情報が抜け落ちている事を意味する。
通話中になんらかの事情で通話が切れた場合には指令台側からかけなおしてくる。まとめると次のようになる。
1. 火事と救急の種別
2. 発生場所・位置（○区（市）、○町、○丁目、○番、○号、○ビル、○階、または目印）
3. 状況
  - 火事の場合　どこ・何が燃えている、けが人、逃げ遅れの有無
  - 救急の場合　急病か事故か　人数、状況（挟まれている、出血している、意識の有無など）

- 通報例（火事、救急の別、場所（目標）、燃えている物、救助要請等を確実に伝えること。＝太字）
  - 「火事です、○○町の○○商店から火が出ています。燃えている物は○○で、店の○○階で救助を求めている人が○○人います。現場への目標は○○です。」
  - 「救急です。80歳の祖父が突然倒れました。意識がありません。呼吸はあります。以前に、脳卒中で○○病院に通院しています。場所は○○町の○番地、電話番号はxxx-xxxxです。」
    - 年齢・性別・現場の状況・既往歴・かかりつけ病院・意識の有無または意識の水準（意識が全く無いとか、自分の氏名や現在いる場所が言えないとか）・呼吸や脈拍の有無などを、指示に従いながら冷静に伝えるのが望ましい。救急車が到着するまでどんな応急処置をすればいいかも担当者が指示してくれる。

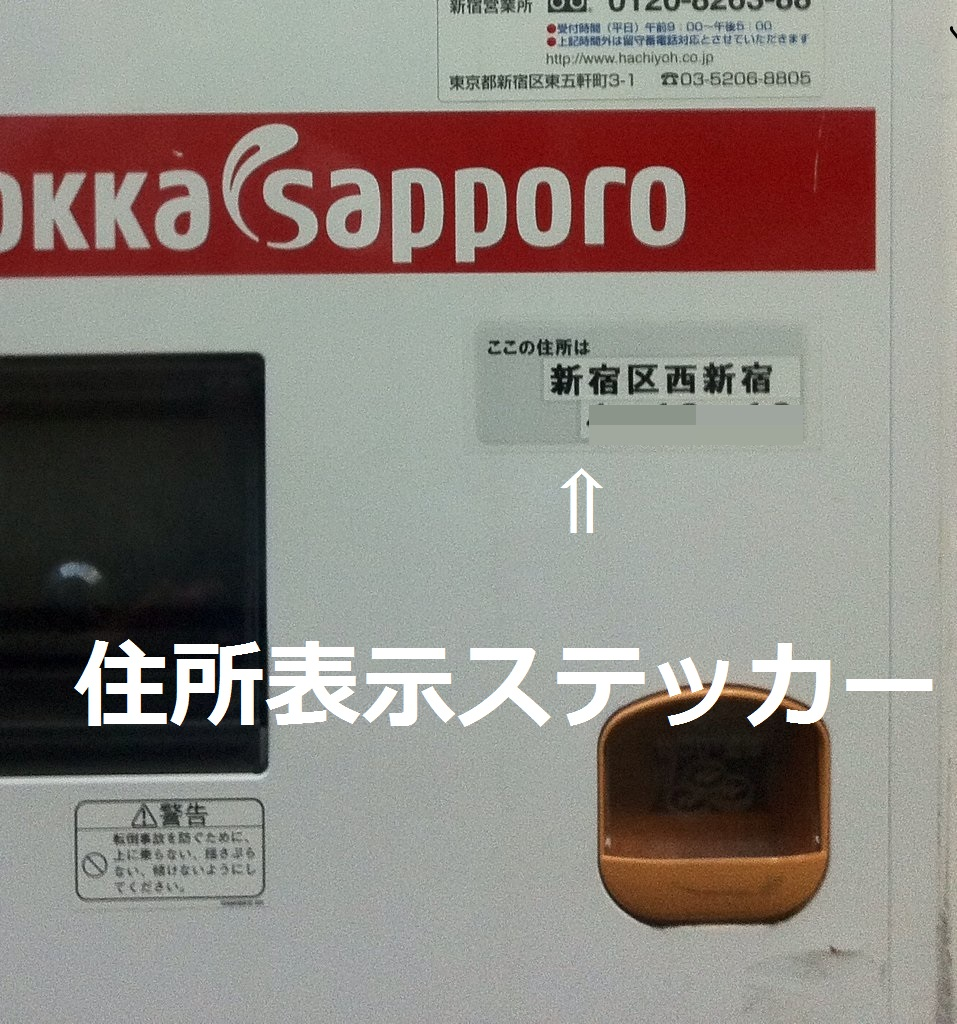
住所表示ステッカー一例。(通常は下部)

### 通報時に正確な住所が判明しない場合
昨今の携帯電話の普及に伴って外出先での通報が増加しているが、通報時に、正確な住所が不明な場合は、住宅、建物等入口に取り付けてある住居番号表示板、目標となる近くの大きな建築物、電柱や自動販売機、に書かれている住所(自動販売機の場合は、下部に記載されていることが多い)。その他は公衆電話の整理番号などでも場所の特定が可能。
日本自動販売システム機械工業会の社会貢献の取り組みとして、警察や消防機関と連携して2005年から自販機に住所表示ステッカーを貼りはじめた。

### 急病のため発語困難な状態での通報
脳血管疾患などにより、119番通報してもうまく言葉を発せない場合がある。指令室から『受話器を複数回叩いて』と指示し、応答があれば『緊急事態である』と判断し、緊急車両を出場させる事になっている。
東京消防庁などでは、相手方の応答が無い場合でも『通報者の微かな変化をとことん確認する』ように日頃から指導しており、都内で脳梗塞のために救急要請した男性が発語できず、機転を利かせた指令課職員が、二十三区名を順に読み上げていき、合っていれば受話器を連打するように指示した。これに対して応答があったため、この方法で町名や番地も特定。一命をとりとめたとの事例も発生している。
同様の事例としては、2000年（平成12年）に京都市消防局が脳梗塞症状の男性が2日にわたり計20回も架電したにもかかわらず、発語がなかったという理由から『いたずら電話である』と判断し、救急隊を出場させなかった。当時指令課職員は複数回の架電を確認し、相手方が既に特定できる旨を告げた。しかし、その後さらに架電があったのだから、何らかの緊急事態が発生していると、疾病のためにうまく発語できないと想像するには難くない。
担当した職員は、酩酊で意識朦朧状態の者が電話をしていると感じた旨を供述しているが、意識朦朧状態の発語であると感じたならば、泥酔以外の事由を想定すべきであった。裁判所は、死線をさまよい、医療機関での処置が遅れたことは相当の苦痛・不安が継続したと思われるとし、いたずらを前提とした消防局の対応の不備を認め、慰謝料の支払いを命じている。この男性は、処置の遅延により後遺症が残っている。

## 大規模災害時の接続
地震等の大規模な災害時には119番にダイヤルしても繋がらないことが多い。原因は概ね、電話回線の混雑を回避するための発信規制だが、稀に電話線の断線によるもの や、交換機設備の故障の場合がある。
発信規制をかけられると、一般電話からの119番への発信ができなくなる。これは、携帯電話、PHSにおいても同様である。NTTは発信先によって規制をかけられる方法を考案すべきとの意見もある。
又、常時、非常時に係わらず、一定のエリアから複数の発信があると、話中となる場合がある。これは、着信側の回線数が決まっているためである。
回線数を増やすことは可能だが、それに対応できるかは別問題（災害対応を見越して、平時から何十人もオペレーターは配置できない。受付台だけは緊急時に備えて多数設置されており、災害対策本部が設置されるような事態が起きた場合にのみフル回転で通報を受ける）。消防では、大規模災害時には急を要する要請ではない「問い合わせ」に119番を使用するのは控えてほしいとし、付近に要救助者がいる場合には、119番をかけ続けるのではなく周囲の人と連携して救出活動を実施するのが望ましいとしている。

### 出動の選抜と通信の確保
前述の通り、大規模災害時には市民から多数の出動要請が入電することが予想される。出動可能隊にも限りがあるため、緊急性の高いものを選別する必要があった。2016年（平成28年）の熊本地震の本震時は熊本市消防局に1700件の通報があったが、実際に部隊が出動した件数は、およそ4分の1の450件に留まった。「人命最優先で出動させる」との指令室の判断による。
2011年（平成23年）の東日本大震災時には通信事業者の中継局が津波で被災し、広範囲に渡り電話が使用不能となった。被災地を管轄する消防(岩手・宮城・福島県の消防本部)36本部のうち、およそ25%にあたる9消防本部において通信の途絶が発生した。これは、指令室や非常電源の被災による電源供給の停止も原因である。また、一部消防ではバックアップ回線の利用により通信を確保、119番通報の受信を回復したところもある。
119番通報集中時の緊急度に応じた選抜、119番回線の途絶に備え通信事業者の迂回回線を設置するなど、大規模災害時における方策の取りまとめが急務である。
- 通報集中による混乱は、地下鉄サリン事件#緊急対応、ホテルニュージャパン火災#消防の対応も参照。

## 緊急性が認められない119番通報の増加
近年、緊急性が認められない119番通報が増加しており、救急隊が到着、傷病者を病院へ搬送するまでの時間が長くなる傾向、また出動させられる事により、真に救急対応が必要な傷病者のための救急出動が困難になっている。救急車は緊急に病院に搬送しなければならない傷病者のためのものであり、緊急性の低い件に用いてしまうと、真に救急医療を必要とする人への対処が遅れる原因となる。病気や怪我の場合でも、緊急の救助が必要な場合以外は、タクシー等の手段で病院へ行くよう消防機関は呼びかけている。
消防では「通帳なくした」など無関係な電話の場合でも最後まで話を聞いた上で説得していたが、東京消防庁では熱中症の搬送で業務が逼迫しているとして、無関係な通話の場合は最後まで聞かずに通話を切ると告知している。

### 救急搬送トリアージ
東京消防庁は2007年（平成19年）6月1日より「救急搬送トリアージ」を試行している。この制度は緊急性が認められない救急の要請に対して、自身での医療機関受診を求めるものである。しかし現場で緊急性が無いと判断しても通報者の希望を拒否できない事になっており、搬送するケースが多いのが現在のところは実情である。2010年10月31日には、山形市で山形大学の学生が、体調不良で119番通報したが、市消防本部は緊急性が認められないと判断して救急車を派遣せず、タクシーで病院に行くよう指示するにとどめた。学生は通話後死亡し、遺族が1000万円の損害賠償を求める訴訟を提起している。山形市は、「出場要請が取り消された」と判断した、との姿勢を崩さなかったが、1500万円の解決金を支払うことで和解した。

### ＃7119番（救急安心センター事業）の推進
2018年（平成30年）10月1日時点で、北海道札幌市周辺、宮城県、茨城県、埼玉県、東京都、神奈川県横浜市、新潟県、大阪府、奈良県、兵庫県神戸市、鳥取県、和歌山県田辺市周辺、福岡県の13地域では、真に救急車を必要とする者に対して効果的に救急隊が対応できる体制を構築するため、応急手当の方法、近隣の救急病院の案内、救急車を呼んだ方がいいのかどうかなど、緊急性の低い事柄に対応する組織を設置している2024年現在、対応地域は全国に広がりつつある。ここには医師や看護師などが常駐し、聞き取り内容から救急車を出場させるべきか、自力で医療機関に向かわせるべきかを判断する。軽症者の安直な119番通報を防止すると同時に素人判断で軽症と判断され手遅れになる事例の防止も目的としている。
これらの組織には#で始まる「＃7119」番へ電話することでつながるが、呼び名は実施地域によって異なり、2018年末現在「救急安心センター」「救急相談センター」「おとな救急電話相談」「救急医療電話相談」「救急電話相談」「おとな救急ダイヤル」となっている。最近では2019年（平成31年）1月28日より、山口県岩国市と和木町を含む、広島市、呉市など広島広域都市圏中枢都市 において「救急相談センター」が開設された。
以下に、東京消防庁管内の救急相談センター受付件数を記す。
| 年                 | 総件数  | 医療機関へ案内 | 救急相談 | その他 |
| ------------------ | ------- | -------------- | -------- | ------ |
| 2012年（平成24年） | 321,335 | 238,257        | 82,075   | 1,023  |
| 2013年（平成25年） | 314,737 | 224,511        | 89,617   | 609    |
| 2014年（平成26年） | 330,865 | 226,123        | 103,688  | 1,054  |
| 2015年（平成27年） | 375,458 | 224,844        | 145,554  | 5,060  |
| 2016年（平成28年） | 378,776 | 225,879        | 152,145  | 752    |
| 2017年（平成29年） | 369,018 | 195,707        | 172,551  | 760    |
| 2018年（平成30年） | 398,877 | 196,012        | 201,943  | 922    |

子供の休日夜間の相談には「子ども医療電話相談事業（♯8000番）」へ相談が可能。

### 通報者との意思疎通不足による出動への影響
2015年、横浜市消防局管内で発生した火災により、出火建物の居住者から入電した119番通報において、指令員との意思疎通不足により消防隊の出場に遅延が発生した。消防隊の現場到着時には延焼が拡大し、通報者が死亡するという事例が発生している。
消防局の発表によれば、火災発生直後に、出火元の居住者からの第一報があった。指令員の呼びかけに応答したものの、発音が悪く聞き取ることが出来ないため、何度か聞き返している。しかし、「救急車は必要ですか？」との問に「いらない」と応答し自ら切断したため、出動の要はないと判断した。が、その後付近住民からの119番通報が相次ぎ、部隊到着時には2階にまで延焼。消火活動への遅延が発生した。
この事例について消防局は、「通報者とコミュニケーションが取れていなかった。話ができていたら結果は違った」とし、再発防止に向けた対策検討委員会を立ち上げた。
なお、この通報者は、緊急性が薄いと思われる119番(救急要請)を百数回にわたり架電していたことが判明しているが、通報時に指令員の判断に影響したかどうかについては、『「またあの通報者からか」という気持ちがまったくなかったとは言い切れない』としている。

## 虚報・誤報
いたずら電話の内容に虚偽の通報があった場合は消防法第44条20号の規定により30万円以下の罰金又は拘留の処罰対象となり、通話履歴などから実際に検挙されている。また、偽計業務妨害罪で懲役2年の実刑判決を下した事例（2006年12月・仙台地裁）もある。

### 誤報
虚報と区別しなければならないのが、『焚き火や調理中に発生する、火災と見間違う怪煙や、緊急性のない泥酔者に対する救急要請』などの『誤報』である。なお、非常ベルが何者かによっていたずら押下されているなどの出場も、広義で『誤報』と位置づけている。
前提として、疑わしい煙が発生する行為を実施する場合には、消防機関への事前の届け出を要する。なお、『誤報』については、原則親切心から行うものであり、罰則規定は設けられていない。
消防では、『火事だと判断して通報したものであれば、たとえ誤報でも災害が発生していないのが1番なので、躊躇うことなく通報してほしい』と広報している。

## 他国の例
| 国         | 警察 | 消防 | 救急 |
| ---------- | ---- | ---- | ---- |
| 韓国       | 112  | 119  | 119  |
| 台湾       | 110  | 119  | 119  |
| 中国       | 110  | 119  | 120  |
| スリランカ | 119  | 111  | 110  |
| ジャマイカ | 119  | 110  | 110  |

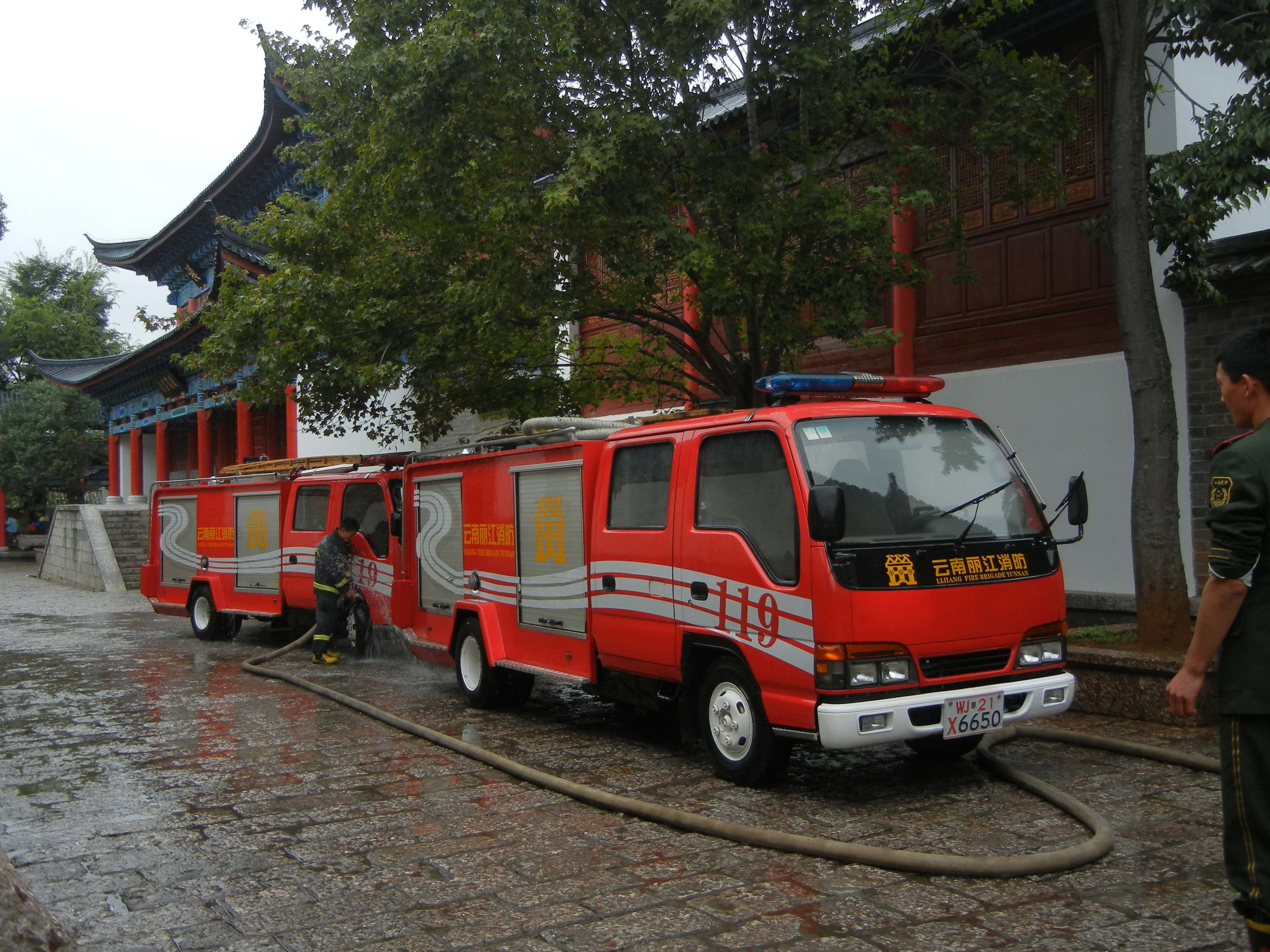
中国の消防車。車体に「119」と書かれている。

緊急通報のための電話番号は世界共通ではない。例えば、アメリカでは「911番」（警察と共通で、指令センターの受信係は内容を聴いて法執行機関に伝えるか消防に伝えるかを判断する）、イギリスでは「999番」、EU加盟国の多くでは「112番」である。いくつかの国では、日本と同様に119番が救急・消防（一部の国では警察）に割り当てられている。

### 韓国及び台湾

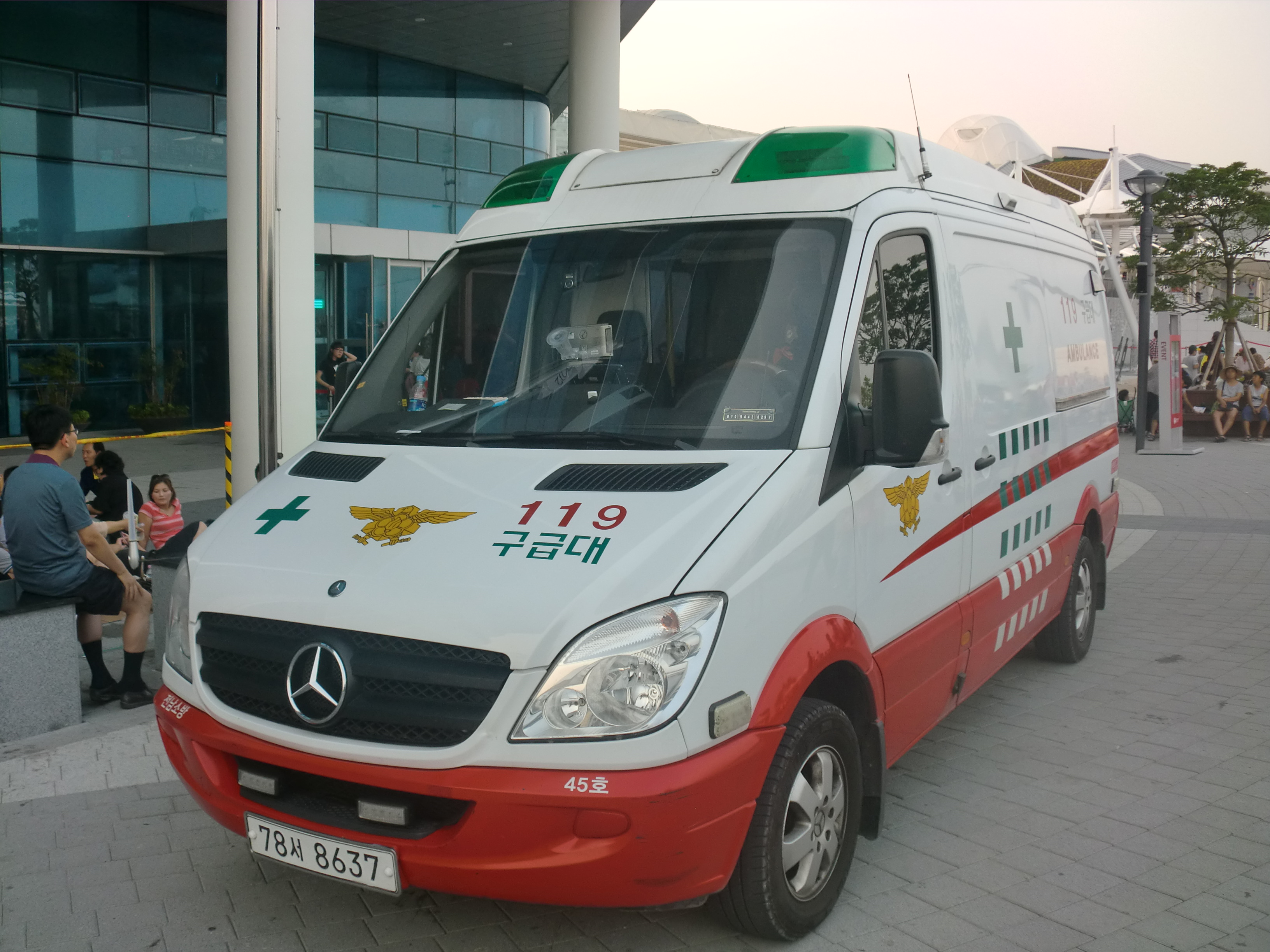
韓国の救急車。車体に「119」と書かれている。

大韓民国及び中華民国(台湾)では「119番」は救急および消防に割り当てられた緊急通報用の電話番号となっている。
韓国および台湾では、電話網の導入が日本統治下で行われたため、元々「119番」が総合的な緊急通報のための電話番号であった。「110番」の運用開始(119番からの分離)は戦後であるため導入しておらず、韓国では「112番」とした。台湾では日本に倣って「110番」とした。
韓国では韓国消防防災庁により運用されている。通報者の位置は回線が接続されると指令台側で自動的に特定され、韓国語・英語・中国語・日本語の4か国語に対応できるオペレーターが応対する。
1339番が緊急を要しない医療の情報提供ダイヤルとなっている。ポケットベルを用いた「U119」救急医療サービスも、一部の高齢者やがん患者向けに提供されている。
なお 北朝鮮(朝鮮民主主義人民共和国)は旧COMECON加盟国共通の「消防01・救急02・警察03」である。ただし北朝鮮自身はCOMECONそのものには参加していない。

### スリランカ
スリランカでは「119番」は、警察への緊急通報のための電話番号である。
119番はいったんコロンボの担当部署 Police Emergency Division にかかり、そこから各地の警察署へ割り振られる。
元は、スリランカ内戦 (1983 – 2009) 時に、テロ通報用番号として導入された。

## ワンクッションコール
ワンクッションコールとは、沖縄県において、119番が運用されていなかった離島・へき地に所在する診療所在勤の医師等医療従事者の心身の負担解消と安全に医療従事できる環境づくりのため、夜間（時間外）・休日の救急に関する連絡を役場・消防本部・消防団・委託を受けた警備会社が受け付け、その判断を経て対応を行う仕組みである。その電話番号は119番のような特番でなく、市外局番から始まる通常の加入者電話番号 や、090から始まる携帯電話番号 が用いられていた。
ワンクッションコールは、2011年（平成23年）3月時点で、国頭村（楚洲、安田、安波、奥、北国、佐手）、伊平屋村、伊是名村、伊江村、うるま市（津堅島）、渡嘉敷村、座間味村、渡名喜村、粟国村、北大東村、南大東村、多良間村、竹富町及び与那国町で運用され、2013年（平成25年）6月からは南城市（久高島）にも導入された。その後、沖縄県消防指令センター（センター119）の運用開始に伴い、2015年（平成27年）10月から12月に掛けて市町村ごと順次「119番」へ移行、従来のワンクッションコールは廃止された。